# Diplopterygium rufum
Diplopterygium rufum är en ormbunkeart som först beskrevs av Ren-Chang Ching, och fick sitt nu gällande namn av Ren-Chang Ching och Xian Chun Zhang. Diplopterygium rufum ingår i släktet Diplopterygium och familjen Gleicheniaceae. Inga underarter finns listade.